# Doc Hudson
El Doctor. Doc Hudson Hornet, MD (también conocido como El Fabuloso Doc Hudson Hornet, Hud, Doc Hudson Hornet, o simplemente, Doc) fue uno de los coches que intervienen como personajes en la película de Pixar de 2006 Cars: una Aventura sobre Ruedas , un excorredor que ejerce como médico y juez local del pueblo de Radiator Springs.

## Descripción

### Aparición
Doc Hudson (con la voz de Paul Newman en su último papel en el cine no documental) es el médico local de Radiador Springs. Su matrícula (51HHMD) es una referencia a su año y número en la pista (51), modelo (Hudson Hornet) y profesión (médico). Un corredor convertido en mecánico, el personaje tenía los ojos azules de Newman.
Las pegatinas de Doc decían "doble potencia H", que era un colector de admisión de carburador doble instalado por el distribuidor opcional, con carburadores gemelos de 1 cañón y filtros de aire. Era una opción instalada por el distribuidor en el '51 y luego una opción de fábrica en los modelos del Hornet de 1952. Doc fue conocido una vez como el Fabuloso Hudson Hornet (#51), uno de los coches de carreras más famosos que jamás haya existido. Ganó tres Piston Cups consecutivas (1951/52/53) y todavía mantuvo el récord de más victorias en una sola temporada (27, también el número de carreras NASCAR Grand National ganadas por Hudson Hornets en 1952). A su regreso, fue recibido con una completa ausencia de fanfarria y le dijeron que fue pasado por el siguiente novato en la fila. Mantuvo un artículo de periódico sobre el accidente de final de su carrera como recordatorio para no volver nunca a la vida que casi lo mata.
El famoso No. 51 desapareció en la oscuridad, dejando a muchos preguntándose a dónde fue. En su lugar, optó por un simple trabajo de pintura azul marino y la vida de un médico en el pequeño pueblo de Radiador Springs, la "piedra preciosa brillante" de la carretera madre – Ruta 66. Dirigió la Clínica de Doc como "doctor de combustión interna". A medida que los tiempos cambiaban y la ciudad fue desviada por la Interestatal 40, Doc se quedó, incluso cuando la población se redujo a una pequeña docena de residentes. Era respetado, muy querido y servía no solo como médico de la ciudad, sino como su juez. Nadie en la ciudad tenía idea de su pasado como corredor, conociéndolo simplemente como un Hudson Hornet ordinario y usó sus trofeos de la Copa Pistón para sostener sus herramientas en lugar de exhibirlas.

Bloqueo opuesto o contrarreo a través de un giro abrupto a la derecha, representado con ruedas delanteras en azul durante la dirección derecha, rojo durante la dirección izquierda.

Al conocer al novato Rayo McQueen después de que lo arrestaran por destruir la calle principal de la ciudad por accidente, Doc vio demasiado del pasado que dejó atrás. Su único intento simbólico de explicar un patín controlado en un giro abrupto en las carreras de pista de tierra a Rayo fue recibido con malentendidos y escepticismo, dejando a Doc desilusionado y amargado por la joven barra caliente que parecía preocuparse solo por sí mismo.
 

"Esto no es asfalto, hijo. Esto es suciedad. No tienes frenos de tres ruedas, así que tienes que lanzarlo con fuerza, soltarlo y luego simplemente conducirlo con el acelerador. Si le das demasiado, saldrás de la tierra y te meterás en los tulipanes. Lo pondré simple. Si vas lo suficientemente a la izquierda, te encontrarás girando a la derecha."
El doc Hudson explica deriva a un McQueen escéptico

Estaba menos que feliz cuando un McQueen asombrado descubrió su pasado y preguntó: "¿Cómo podría un auto como tú renunciar en la cima de tu juego?" Doc admitió que no renunció, pero se vio obligado a retirarse después de su accidente por el ascenso de los jóvenes corredores calientes. "Quedaba mucho en mí", dijo Doc con tristeza, "nunca tuve la oportunidad de mostrarlo". Después de que McQueen terminó de arreglar el camino de Radiador Springs que dañó al llegar a la ciudad como parte del fallo de la corte de Doc, McQueen decidió quedarse en la ciudad por un tiempo, pero Doc no pudo soportar tenerlo cerca por más tiempo y llamó a las noticias y a la prensa, lo que llevó a McQueen a irse inmediatamente a la carrera de campeonato de la Copa Pistón en California. Pero, al ver lo desanimado que estaba todo el mundo por la salida imprevisto, Doc se dio cuenta de que Rayo se volvió más importante para ellos de lo que pensaba. Sus días de carreras ya son conocidos por la ciudad y él tomó de vuelta su #51 colores de carreras para convertirse en el jefe de la tripulación de McQueen. Casi toda la ciudad viajó a California como el equipo de McQueen y la sección de aplausos. En la carrera, los comentaristas reconocieron su presencia en las cámaras y Doc finalmente recibió un reconocimiento por su regreso. Durante la última vuelta de la carrera, McQueen usa y el viejo truco que aprendió de Doc, que inmediatamente puso una sonrisa en la cara de Doc y muestra que realmente aprendió algo de él, para tomar la delantera. Cuando McQueen decidió ayudar a un Strip Weathers lesionado a terminar su última carrera en lugar de ganar la Piston Cup, expresó lo orgulloso que estaba de Rayo.
 

Es sólo una copa vacía.
Doc Hudson, los amigos pensantes son más importantes que los trofeos y la fama.

Al final de la película, Doc mantuvo sus colores de carreras, convirtiéndose en entrenador y mentor, así como un amigo del joven McQueen. Al igual que McQueen, Doc aprendió algunas lecciones: amistad, promesas, cómo la codicia afectaba a los demás y los secretos no podían guardarse para siempre. Cuando un museo de carreras se inauguró posteriormente en Radiator Springs, un ala entera se dedicó a su carrera de carreras. Por mucho que Junior #8 reconocido a "El Rey" que "has sido una inspiración para mí", El Rey indicó que "el Hudson Hornet fue mi inspiración". Juntos McQueen y Doc ganaron cuatro copas de pistón consecutivas.
En el videojuego que tuvo lugar después de la primera película de Cars, enseñó lecciones de deslizamiento de potencia de McQueen y se convirtió en el jefe de la tripulación de McQueen durante la temporada de la Copa Pistón en el modo historia del juego. También fue un personaje jugable que podía ser comprado por 5.000 puntos. Aunque durante el modo historia del juego, usó su trabajo original de pintura azul y ruedas blancas cuando competía con McQueen o lo entrenaba, pero sus colores de carreras originales junto con sus ruedas rojas también se podían comprar.
En Cars 2, Doc murió antes de los acontecimientos de la segunda película y la Copa Pistón fue renombrada en su honor, con su clínica convertida en un museo que mostraba trofeos y recuerdos de su carrera.
John Lasseter anunció que Cars 3 incluiría un tributo al accidente del doctor McQueen en el teaser fue una referencia al accidente de Doc y a menudo recordó los consejos que Doc le dio en flashbacks. Rayo fue al viejo entrenador de Doc, Smokey en Thomasville, Georgia en busca de ayuda y vio películas de las viejas carreras de Doc para inspirarse. Smokey también explicó que entrenar a Rayo, no a correr, era la parte más agradable de la vida de Doc. Al final, Rayo adoptó los viejos colores de carreras de Doc y pintó "El Fabuloso Rayo McQueen" en sí mismo en honor a Doc, "The Fabulous Hudson Hornet". El parachoques de Rayo también decía: "Para el doctor Hudson". Cruz Ramírez, un entrenador que posteriormente comenzó su propia carrera de carreras, asumió el viejo número 51 de Doc como un segundo tributo.[cita requerida]

### Inspiración

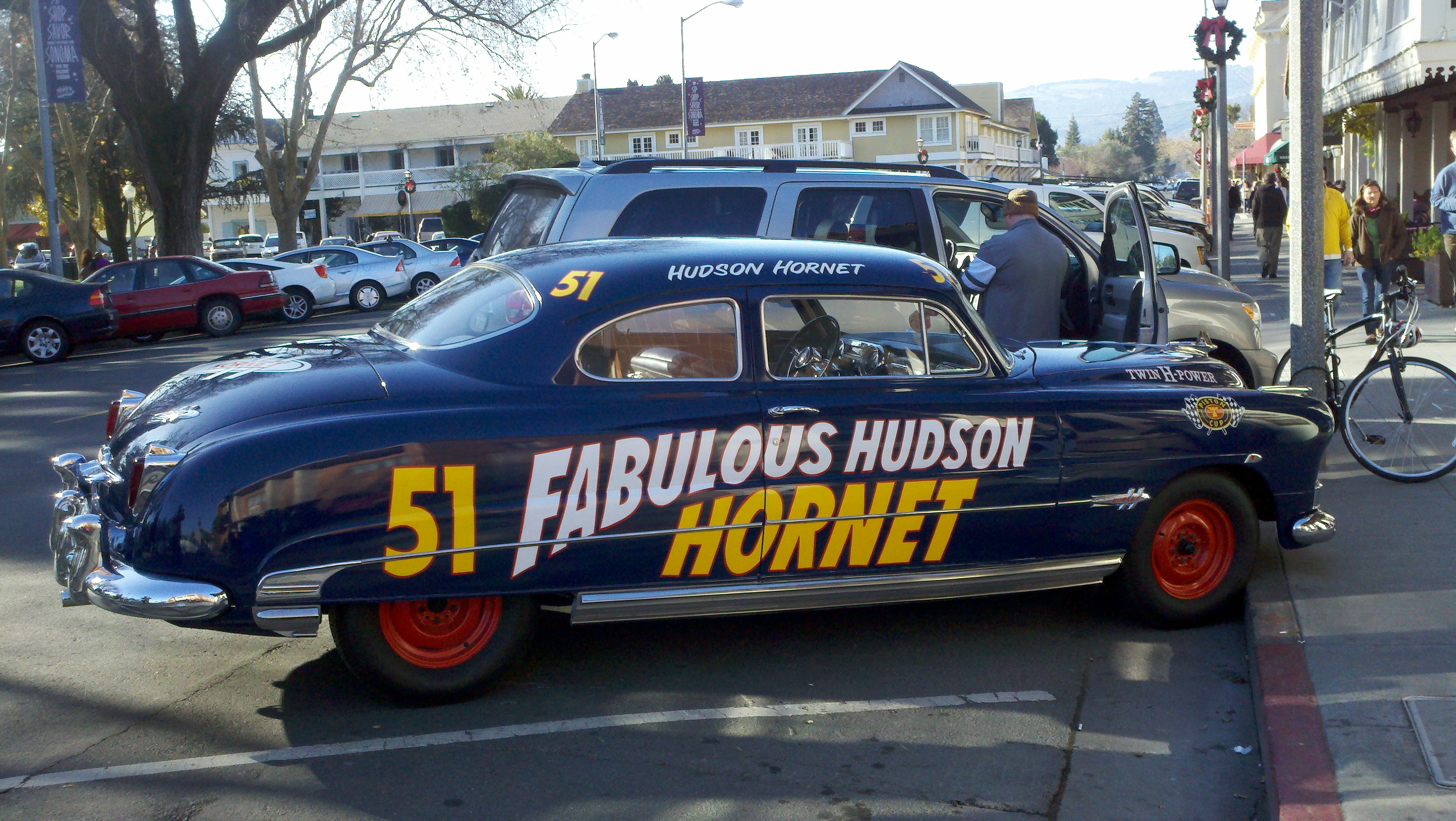
1. 51 "Doc", Fabulous Hudson Hornet

El coche se basa en el Fabuloso Hudson Hornet de la vida real en la competición NASCAR, con la carrera de carreras de Doc más parecido a la de Herb Thomas. Newman, un entusiasta de las carreras y expiloto, se basó en sus experiencias para la personalidad del viejo coche gruñón de carreras. El personaje tiene fuertes paralelismos con el Doc Hollywood de una película de 1991 y comparte el apodo de "Doc" con el difunto Walter "Doc" Mason, entrevistado en la Ruta 66 como investigación para la película. Un amigo cercano de Michael Wallis (la voz de "Sheriff"), el veterinario del campo Dr. Walter S. Mason Jr. fue dueño del Tradewinds Courtyard Inn desde 1963 hasta 2003 y donó tierras para el Museo De Oklahoma Route 66 en Clinton. Doc Mason murió en junio de 2007 después de una larga batalla contra la enfermedad de Alzheimer. Después de su desaparición, la posada, que una vez acogió a Elvis Presley entró en un fuerte declive, perdiendo su membresía en Best Western y recibiendo muchas críticas muy negativas.
El Hudson Hornet original fue introducido en 1951 y fabricado hasta 1954. Fabulous Hudson Hornets ganó las copas NASCAR durante tres años consecutivos (Herb Thomas en 1951 y 1953, y Tim Flock en 1952), en paralelo a las tres victorias de Doc Hudson en la Copa Pistón en esos mismos años. La Hudson Motor Company se fusionó con Nash Motors el 14 de enero de 1954 para formar American Motors Corporation (AMC). Después de un breve uso como una marca en los vehículos AMC diseñados por Nash, el nombre Hudson desapareció por completo en 1957. El fabricante de automóviles continuó hasta su adquisición del 9 de marzo de 1987 por Chrysler, pero nunca ganó otra copa de campeonato de NASCAR.

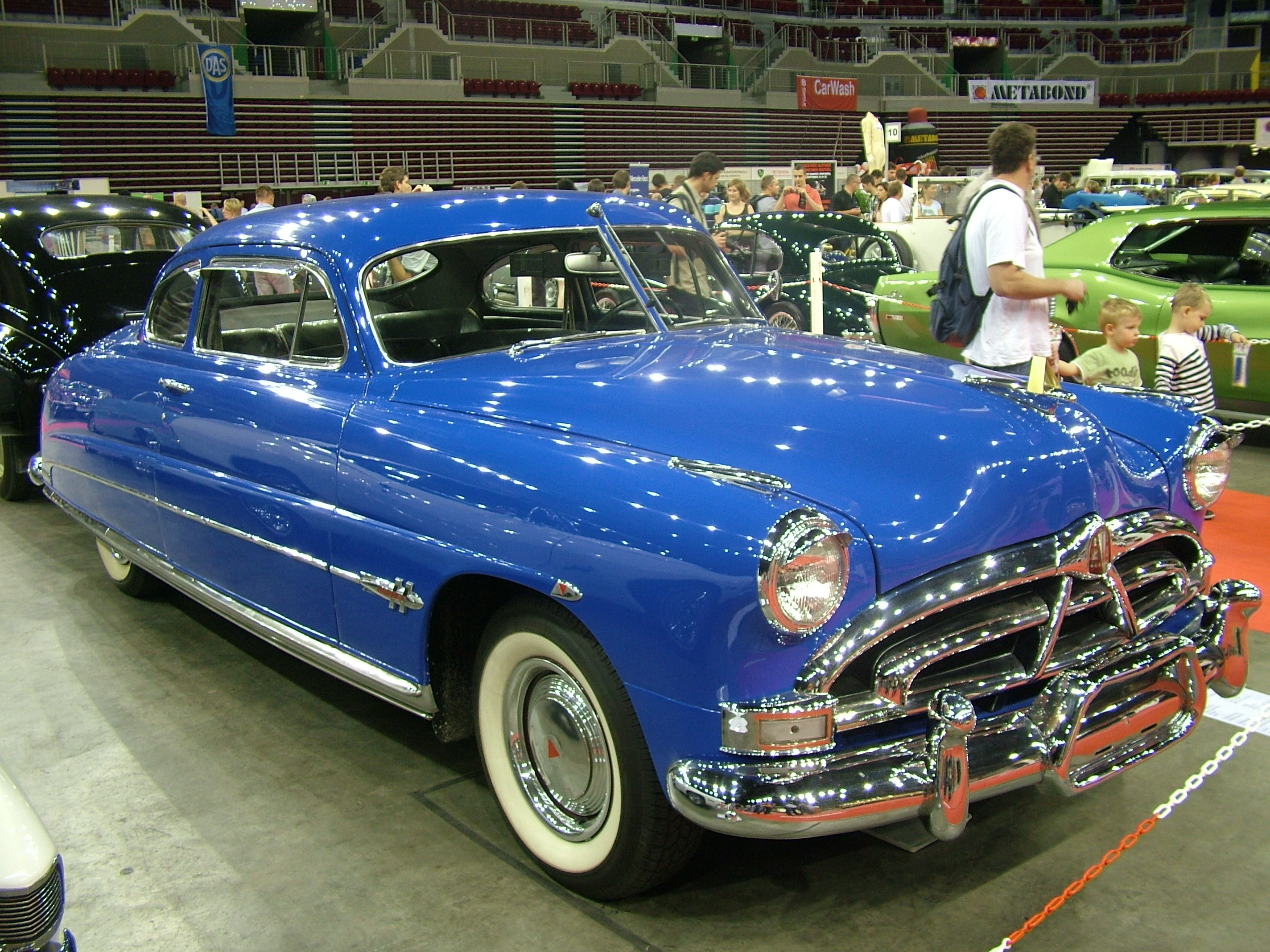
Un Hudson Hornet de 1951

El nombre "Fabulous Hudson Hornet", que apareció en tres famosas entradas de NASCAR entre 1951 y 1954, desapareció una vez que Hudson se fusionó con AMC. Herb Thomas #92 corrió coches Buick y Chevrolet en 1955; lesiones graves en un naufragio de carreras de 1956 en Shelby efectivamente terminó su carrera, a pesar de dos aperturas fallidas en 1957 y una en 1962. Tim Flock #91 cambió a los coches Ford en 1955; fue uno de los dos pilotos expulsados de NASCAR después de apoyar un intento de sindicalización de 1961, la Federación de Atletas Profesionales. Marshall Teague #6 dejó NASCAR después de la temporada 1952 en una disputa con el propietario de NASCAR, Bill France, Sr.; murió en una colisión de 140 millas por hora (225 km/h) en Daytona, el 11 de febrero de 1959.
Doc Hudson no aparece en Cars 2 ya que su actor de voz Paul Newman murió de cáncer de pulmón en septiembre de 2008. Pixar decidió que la aparición de Doc en Cars 2 no sería una buena idea. Una conversación entre McQueen y Mater indica que Doc murió antes de la segunda película. La memoria de Doc sigue viva, ya que la Copa Pistón fue renombrada en su honor. Durante la etapa japonesa del Gran Prix Mundial, uno de los comentaristas señala que Doc fue uno de los mejores corredores de pista de tierra de todos los tiempos.
Herb Thomas' 1952 Fabulous Hudson Hornet se exhibe actualmente en el Ypsilanti Automotive Heritage Museum en Michigan; El coche de Tim Flock está en el Museo Memory Lane en Mooresville, Carolina del Norte. Herb Thomas entró en el salón de la fama de NASCAR en 2013 como el primero en ganar dos campeonatos de la serie premier de NASCAR (1951 y 1953). Una réplica del coche de Teague es propiedad de Bruce y Patty Teeters (descendientes de Teague).

## Doblaje
| Doblaje Original (inglés) | Doblaje México       | Doblaje Argentina   |
| ------------------------- | -------------------- | ------------------- |
| Paul Newman               | Pedro Armendáriz Jr. | Juan Maria Traverso |